# Lepidophyma lipetzi
Espèce
Statut de conservation UICN

 EN B1ab(iii) : En danger
Lepidophyma lipetzi est une espèce de sauriens de la famille des Xantusiidae.

## Répartition
Cette espèce est endémique du Chiapas au Mexique.

## Étymologie
Cette espèce est nommée en l'honneur de Milton L. Lipetz.

## Publication originale
- Smith & del Toro, 1977 : A New Troglodytic Lizard (Reptilia, Lacertilia, Xantusiidae) from Mexico. Journal of Herpetology, vol. 11, n. 1, p. 37-40.